# Soufiane Eddyani
Soufiane Eddyani né le 28 octobre 1998 à Anvers en Belgique, est un rappeur belge d'origine marocaine.
Sur des morceaux comme KARIMA, il rappe en néerlandais ainsi qu'en arabe.

## Biographie
Soufiane naît à Anvers en Belgique néerlandophone de parents originaires de Tanger au Maroc. Durant sa jeunesse, il connaît plusieurs périodes noires à cause de problèmes d'argent. À côté de la vie d'un jeune délinquant. A l'âge de 18 ans, il enregistre et clippe le morceau Terug In De Tijd. Le morceau connaît une tournure, atteignant les 9 millions de vues. Le jeune adolescent se tourne alors définitivement dans la musique et sort God Vergeef Me en septembre 2016, et se classe premier parmi les tendances en Belgique et aux Pays-Bas. À la suite du succès, il est invité à participer à une session live sur la plateforme hip hop néerlandaise 101Barz pour délivrer un freestyle devant une scène belgo-néerlandaise. Lors de cette année, il signe avec le label Trifecta, et le célèbre rappeur néerlandais Ali B devient son mentor.
Ses morceaux publiés sur le net finiront par connaître un grand succès en Belgique et aux Pays-Bas, dont la majorité qui a dépassé le million de vue sur YouTube. Dans ses textes, le rappeur raconte sa jeunesse passée dans la rue et tient également ses excuses auprès de sa famille et ses proches.

## Polémiques

### MorceauAmigo
En janvier 2019, il publie le single Amigo en featuring avec Mula B. Le clip connait une énorme polémique à cause du soutien que le rappeur montre envers un ancien ami à lui, jugé pour proxénétisme de mineures. Avec un million de vue en 24 heures, le clip fut boycotté par la communauté musicale belge et néerlandaise et des pétitions ont également été mise en place afin que le clip soit retiré du réseau YouTube. À la suite d'un boycott massif, la classe politique flamande s’est indignée et la VRT décide de ne pas diffuser sa chanson sur les ondes.
Dans le morceau, il cite : « Mon amigo n’avait pas le choix, il était fauché, il n’avait rien à manger, sa mère était en galère. ». À la suite des réactions négatives, le rappeur réplique et déclare publiquement : "Il y a quelques années, il a été condamné pour des faits criminels dont je n'étais pas au courant à l'époque. Je suis très choqué par ses actions et je les désapprouve totalement. Je vis dans la conviction que chacun mérite une seconde chance et c'est pourquoi je veux soutenir Moreno dans son retour dans la société. Pour moi, l’important c’est notre amitié et non ses actions.". L'ami en question, Moreno alias Bilal A., un rappeur anversois originaire de Hoboken, enfermé en prison lors de la sortie du clip, est également un ancien rappeur et ses clips furent retirés de YouTube à cause de propos racistes antiblancs et antisémites.

### Condamnation pour viols
En 2023, Eddyani est arrêté dans le cadre d'une enquête sur les mœurs, et fin juillet 2024, Eddyani est condamné à cinq ans de prison pour le viol de deux jeunes filles mineures,.

## Discographie

### Singles
- 2016 : Terug In De Tijd
- 2016 : God Vergeef Me
- 2017 : Een Dief Als Broer
- 2017 : ZINA
- 2017 : Tranquille feat. Ali B
- 2018 : Slimme Jongen
- 2018 : Mamacita
- 2019 : Amigo feat. Mula B

### Collaborations
- 2016 : Blijven Geloven feat. Ismo
- 2017 : Salam feat. Boef
- 2017 : Marokko feat. Ismo, Lijpe, MocroManiac et Memphis
- 2018 : KARIMA feat. Oualid et Clandistino
- 2018 : AMSTERDAM MARRAKECH feat. Ali B, Ahmed Chawqi et Brahim Darri
- 2019 : GOULOU L'MAMA feat. Oualid
- 2019 : Maffia feat. Lijpe
- 2019 : La Poisse feat. Djezja

## Nominations et récompenses
- Gala Gouden K’s (Star belge de YouTube) attribué par Ketnet

Single
- 2016 - God Vergeef Me (2016) - certifié single d' Or

Single en collaboration
- 2017 - Boef feat. Soufiane Eddyani - Salam - certifié single de  Platine[5]